# Endlösung der Judenfrage
Endlösung (= endelig løsning) var nazisternes plan om at fjerne alle jøder i Europa. Den blev vedtaget på Wannseekonferencen den 20. januar 1942.
Endlösung der Judenfrage (endelig løsning af det jødiske spørgsmål) henviser til holocaust.
Under slaget om Moskva blev det i januar 1942 klart, at det ikke ville blive muligt at slippe for jøder og andre "uønskede" ved - som planlagt - at forflytte dem langt ind i Rusland. Konferencens mødereferater om jødernes endelige skæbne indeholder eufemismerne "evakuering" og "forflyttelse". Den tidligere plan om "territoriel løsning" var helt forladt; nu tales der om en "endelig løsning", og for første gang mærkes en uudtalt panik for at undvære den etniske udrensning, krigen østpå havde åbnet.
Der er ikke tegn på en Endlösung i de nordiske lande.

## Note
1. ↑  Antony Beevor: Den andre verdenskrig (s. 318-20), forlaget Cappelen-Damm, 2018, ISBN 978-82-02-42146-5
2. ↑  Jf. følgende citat fra den officielle protokol fra konferencen: Unterstaatssekretär Luther teilte hierzu mit, daß bei tiefgehender Behandlung dieses Problems in einigen Ländern, so in den nordischen Staaten, Schwierigkeiten auftauchen werden, und es sich daher empfiehlt, diese Länder vorerst noch zurückzustellen.

"Understatssekretær Luther meddelte hertil, at der ville dukke vanskeligheder op ved en dybtgående behandling af dette problem i nogle lande, således i de nordiske stater, og at det derfor anbefales at stille disse lande i bero i første omgang."

## Eksternt link
- Faksimile-protokol for "Wannsee-Konferencen" den 20. Januar 1942 Arkiveret 29. juni 2007 hos  Wayback Machine